# Чарлз Топер
Сер Чарлз То́пер  (англ. Sir Charles Tupper; 2 липня 1821 — 30 жовтня 1915) — шостий прем'єр-міністр Канади, прем'єр Нової Шотландії, за фахом лікар.
Топер був прем'єром Нової Шотландії від 1864 до 1867 року і зробив важливий внесок в утворення Канади, що відбулося 1-го липня 1867 року.
Топер був лікарем до початку політичного кар'єри, і був обраним першим президентом  Канадської медичної асоціації.  Він став прем'єр-міністром Канади через 69 днів після того, як сер Макензі Бовель відмовився від цієї посади. Топер програв перевибори Вільфреду Лор'є.